# Олеськевич Ярослав Олександрович
Ярослав Олександрович Олеськевич (нар. 28 березня 2005, Львів) — український спортсмен з настільного тенісу. Член кадетської, юніорської збірних України, майстер спорту України з настільного тенісу, чемпіон України серед кадетів 2019, 2020 років, минулий гравець клубу Суперліги України «Львівська політехніка» (Львів) та клубу Суперліги "Fortune".

## Життєпис
Народився у Львові. У 2011 пішов до середньої школи № 48. Згодом його зарахували як талановиту дитину до академічної гімназії № 1 від Львівської політехніки, у якій він вчився у період 2015—2021 років. Згодом переїхав до Києва, продовживши навчатись і тренуватись там до кінця 11-го класу.

## Спортивний життєпис

### Мінікадетський період
Настільним тенісом почав займатись з першого класу, тобто з 2011 року, у Львівській спеціалізованій спортивній школі олімпійського резерву (СДЮШОР «Прудкий мяч»). Після адміністративно-організаційних заходів, коли цю школу закрили у 2018 р. перейшов для тренувань до обласної спортивної школи (КЗ ЛОР ДЮСШ). Першим і, практично, єдиним тренером Ярослава залишається його батько — Олександр Олеськевич, досвідчений фахівець з настільного тенісу, який виховав немало майстровитих львівських тенісистів.
Тренуючись, в основному, вдома, неодноразово виїжджав для зборів та набуття досвіду в інші міста — Київ, Дніпро, Чернігів, де підвищував свою майстерність під керівництвом Д. О. Дробова, С. Ж. Коркіна та О. Бєльського. Відвідував академію Віктора Дідуха та європейські збори для талановитих кадетів Європи (Словенія, 2017). Щорічно, з самого початку тренувань, від п'яти до десяти разів на рік брав участь у закордонних поїздках, де змагався з найкращими гравцями Європи та світу. Учасник VII міжнародного турніру з настільного тенісу «Кубок Анатолія Строкатова», котрий проходив у Жовкві з 29 квітня по 1 травня 2015 року.
Уперше взяв участь у чемпіонаті мінікадетів України «Прудкий м'яч» у 2016 році (Жовква, 24-28 травня), де завоював три медалі (в команді, в парі, в міксті). У цьому ж році стає бронзовим призером Дитячої ліги (для спортсменів 2004 р.н. та молодші) у складі об'єднаної команди Львова та Старого Самбору. У серпні 2016 року бере участь у європейському чемпіонаті мінікадетів EuroMiniChamp's (Страсбург, 26-28 серпня), за результатами якого потрапляє на збори «Eurotalents U-14», які були організовані за рішенням ETTU для найбільш талановитих спортсменів.
У 2017 році розпочалась найбільш щільна смуга перемог Ярослава. У березні він разом з Назаром Третяком добивається бронзової нагороди на міжнародному турнірі з настільного тенісу «Кубок Бистриці» (Бистриця, 16-19 березня). Тут також виступив його старший брат Олександр, який зайняв друге місце в особистому розряді серед юніорів.
На чемпіонаті України серед мінікадетів (Жовква, 29 травня — 1 червня 2017 року), виборов три медалі («золото» в парі з Артемом Овчинніковим, «золото» в міксті з Веронікою Матюніною, та «бронза» в особистому заліку).
У червні він стає переможцем міжнародного турніру в Албені серед гравців віком до дванадцяти років (30 червня 2017), а у грудні — переможцем міжнародного турніру пам'яті Тані Карпінської (Мінськ, 3-6 грудня 2017).
За підсумками року потрапляє до складу національної кадетської збірної України з настільного тенісу.

### Кадетський період
З 2018 року перейшов у вікову категорію кадетів та бере участь у всіх кадетських чемпіонатах України, проводить зустрічі з досвідченішими гравцями на турнірах юніорів та в Суперлізі. На чемпіонаті України серед кадетів (Чернігів 27-31 березня) у парі з Андрієм Гребенюком виборов срібну нагороду.
Нові значні успіхи приходять у 2019 році. На чемпіонаті України серед кадетів (Чернігів, 13-17 березня 2019) Ярослав стає золотим медалістом в особистому розряді, срібним — у міксті разом з Євтодій Іоланта, бронзовим — у команді від Львівської області.
На чемпіонаті України серед кадетів (Чернігів, 9-13 жовтня 2019) завойовує три нагороди: «золото» у парі з Микитою Завадою, «срібло» у складі команди Львівської області, а також «срібло» — в особистому розряді.
На чемпіонаті України серед молоді (Чернігів, 12-16 листопада 2019) виконує норматив майстра спорту України.
З 2018 року виступає в Суперлізі України. У сезоні 2018—2019 був задіяний за команду «Ракетка — ДЮСШ № 23» (Київ), а у сезоні 2019—2020 — за команду «Львівська політехніка» (Львів).
У 2019 на змаганнях ITTF Junior Circuit Premium, Polish Junior & Cadet Open (Владиславово, 22 по 26 травня 2019) добився бронзової нагороди в парі разом з Назаром Третяком.